# نگونه (میشیگان)
نگونه، میشیگان (به انگلیسی: Negaunee, Michigan) یک شهر در ایالات متحده آمریکا با جمعیت ۴٬۵۶۸ نفر است که در میشیگان واقع شده‌است.

## موقعیت جغرافیایی
موقعیت جغرافیایی شهرها و مناطق اطراف به شرح زیر است: